# 裸の愛で
「裸の愛で」（はだかのあいで）はBEREEVEの6枚目のシングル。

## 内容
100位以内にランクインした作品は本作で最後となった。
ラスト・アルバムとなった『NAKED MYSELF』の先行シングル。

## タイアップ
「裸の愛で」…ブルボン「ION WATER」コマーシャルソング、テレビ朝日系「パー!スリー」エンディング・テーマ。

## 収録曲
全曲　作詞：冴木裕志　作曲：石井直人　編曲：神長弘一・BEREEVE
1. 裸の愛で
2. IN THE NAME OF LOVE
3. 裸の愛で (inst.)